# Spigelia brachystachya
Spigelia brachystachya är en tvåhjärtbladig växtart som beskrevs av Prog.. Spigelia brachystachya ingår i släktet Spigelia och familjen Loganiaceae. Inga underarter finns listade i Catalogue of Life.